# ティモシー・ティルマン
ティモシー・ティルマン（Timothy Justin Tillman、1999年1月4日 - ）は、ドイツ出身のアメリカ合衆国代表サッカー選手。ロサンゼルスFC所属。ポジションはMF。

## クラブ経歴

### ユース時代
ASVツィルンドルフで幼少期プレーした後、2007年に1.SCフォイヒトに移った。2年後、グロイター・フュルトのユースチームに入団し、その後2015年にバイエルン・ミュンヘンのユースチームへ50万ユーロの移籍金で移籍した。ティルマンのこの移籍に対してフュルトの会長は「ティモシー・ティルマンはこの30年間で最も最大の才能を持った選手だ。彼の退団はクラブにとって大惨事だ」とコメントした。
2016-17シーズンにはバイエルン・ミュンヘンU-19でティルマンは5得点をあげ、チームもU-19リーグ地区優勝を果たした。各地区から総合優勝を決めるチャンピオンシップでは準決勝2ndレグのシャルケとの試合で得点を決めたが、決勝でドルトムントにPK戦で敗れた。

### バイエルン・ミュンヘン
2017-18シーズン、バイエルン・ミュンヘンIIでティルマンはプロキャリアをスタートさせた。2017年7月14日のインゴルシュタット04IIとのホームゲームでデビューし、9月13日の1.FCニュルンベルクII戦では初得点を記録した 。
ティルマンは2017-18シーズン、レギオナルリーガで31試合に出場し6得点をあげた。

### 1.FCニュルンベルク(レンタル)
2018年7月、ティルマンは1.FCニュルンベルクへレンタル移籍した。

移籍後はリザーブチームでの活動となり、2018年9月15日の1.FCシュヴァインフルト05戦で初出場を果たした。
その後トップチームに移動し、2019年3月10日にはホッフェンハイム戦で交代出場し、ブンデスリーガ初出場を果たした。

### グロイター・フュルト
2020年1月3日に、かつてユース時代に所属したグロイター・フュルトへ移籍した。

2021年9月24日には、古巣バイエルン・ミュンヘン戦でフュルトでの初出場を果たした。

### ロサンゼルスFC
2023年2月10日、ティルマンはMLSのロサンゼルスFCと2年契約で同意し移籍した。

## 代表経歴
ティルマンには母親からドイツ代表、そして父親からのアメリカ代表と2つの選択肢があったが、ドイツでユース代表として選出された。U-16からU-19までドイツ代表の一員としてプレーし、U-19ではUEFA U-19欧州選手権2018予選3試合を含む5試合に出場した。
2018年1月、ティルマンはアメリカ代表としてプレーすることを宣言した。同年3月にはタブ・ラモス監督が指揮を執るアメリカU-20代表のトレーニングキャンプに参加する予定であったが、FIFAからの許可がまだであったため、引き続きドイツユース代表に帯同した。
2023年5月23日、FIFAはティルマンのアメリカ代表への転向を承認した。
2024年1月20日、ティルマンはスロベニア代表との親善試合でアメリカ代表デビューを果たした。

## 人物
アメリカ軍の兵士としてドイツに赴任していたアフリカ系アメリカ人の父とドイツ人の母の下、ドイツのニュルンベルクに生まれたが、幼い頃に両親が別居したため、母親がフュルトでティモシーとマリクの兄弟2人を育てた。そのためドイツとアメリカの2つの国籍を有している。

弟のマリク・ティルマンもサッカー選手であり、ティモシーと同じくグロイター・フュルトやバイエルン・ミュンヘンのユースチームでプレーした。またドイツやアメリカのユース代表にも選出されている。

## タイトル
バイエルン・ミュンヘン
- DFLスーパーカップ：2017[18]

ロサンゼルスFC
- USオープンカップ：2024[19]